# Waters (Familienname)
Waters ist ein englischer Familienname.

## Namensträger
- Aaron C. Waters (1905–1991), US-amerikanischer Geologe
- Alice Waters (* 1944), US-amerikanische Köchin
- Alison Waters (* 1984), englische Squashspielerin
- Andre Waters (1962–2006), US-amerikanischer Footballspieler
- Anna Leigh Waters (* 2007), US-amerikanische Pickleballspielerin
- Anthony Waters (1928–1987), australischer Hockeyspieler
- Ben Waters (* 1976), britischer Boogie-, Blues- und Jazz-Pianist
- Benny Waters (1902–1998), US-amerikanischer Jazzklarinettist und -saxophonist
- Billy Waters (*zw. 1775 und 1776–1823), Londoner Straßenmusikant, bekannt durch William Moncrieffs Oper Tom and Jerry
- Billy Waters (* 1994), englischer Fußballspieler
- Calum Waters (* 1996), schottischer Fußballspieler
- Charlie Waters (* 1948), US-amerikanischer American-Football-Spieler
- Crystal Waters (* 1964), US-amerikanische Sängerin
- Daniel Waters (* 1962), US-amerikanischer Regisseur und Autor
- Dietrich Waters (* 1967), US-amerikanischer Basketballspieler
- Edwin George Ross Waters (1890–1930), britischer Romanist
- Ethel Waters (1896–1977), US-amerikanische Schauspielerin und Sängerin
- Greg Waters, australischer Drehbuchautor
- Jeff Waters (* 1966), kanadischer Gitarrist
- John Waters (General) (1935–2025), britischer General
- John Waters (Regisseur) (* 1946), US-amerikanischer Filmregisseur
- John Waters (Radsportler), australischer Radsportler
- John K. Waters (John Knight Waters; 1906–1989), US-amerikanischer General
- John Russell Waters (* 1948), englischer Schauspieler
- John S. Waters (1893–1965), US-amerikanischer Filmregisseur
- Joyce Waters, (* 1931), neuseeländische Chemikerin und Hochschullehrerin
- Katarina Waters (* 1980), englische Wrestlerin
- Kieran Waters (* 1990), irischer Fußballspieler
- Larissa Waters (* 1977), australische Politikerin
- Laura Waters, australische Fernsehproduzentin
- Leonard Waters (Len Waters; 1924–1993), einziger Kampfpilot der Aborigine im Zweiten Weltkrieg
- Lindsay Lee-Waters (* 1977), US-amerikanische Tennisspielerin
- Marietta Waters, US-amerikanische Sängerin
- Mark Waters (* 1964), US-amerikanischer Regisseur
- Mary C. Waters (* 1956), US-amerikanische Soziologin
- Maxine Waters (* 1938), US-amerikanische Politikerin
- Mike Waters (* 1967), südafrikanischer Politiker
- Monty Waters (1938–2008), US-amerikanischer Jazzsaxophonist
- Patty Waters (1946–2024), US-amerikanische Jazzsängerin
- Roger Waters (* 1943), britischer Musiker; Gründungsmitglied der Gruppe Pink Floyd
- Russell J. Waters (1843–1911), US-amerikanischer Politiker
- Sarah Waters (* 1966), britische Schriftstellerin
- Siyoli Waters (* 1983), südafrikanische Squashspielerin
- Stanley Waters (1920–1991), kanadischer Militär, Geschäftsmann und Politiker
- Thomas James Waters (1842–1898), irischer Architekt
- Tom Waters (* im 21. Jahrhundert), britischer Saxophonist
- Vincent Stanislaus Waters (1904–1974), US-amerikanischer Bischof
- Wallscourt Hely-Hutchinson Waters (1855–1945), britischer Militär und Diplomat
- Wilfred Waters (1923–2006), britischer Radrennfahrer